# Guerra grancolombo-peruana
La guerra grancolombo-peruana, conocida en el Perú como la guerra con la Gran Colombia, fue un conflicto bélico entre la Gran Colombia (hoy los actuales países de Colombia, Ecuador, Panamá y Venezuela), representada por Simón Bolívar, y el Perú, representado por José de La Mar.
El origen del conflicto se encuentra en una disputa territorial que surgió al consolidarse las respectivas independencias de ambos países: la Gran Colombia reclamaba los territorios de Jaén de Bracamoros y Maynas según la Ley de División Territorial de la República de Colombia, los cuales el Perú consideraba como suyos siguiendo la Real Cédula de 1802 y la libre determinación de los pueblos; el Perú a su vez reclamaba el territorio de Guayaquil desde las guerras de independencia hispanoamericanas, por haber formado parte en otros tiempos del Virreinato del Perú.
La guerra se dividió en dos campañas: la naval y la terrestre. La naval resultó favorable al Perú, que bloqueó una pequeña parte del Pacífico de la Gran Colombia y ocupó Guayaquil, mientras que la terrestre resultó favorable a la Gran Colombia, en la cual el único relevante fue la batalla de Tarqui, aunque sin producirse la capitulación definitiva del Ejército Peruano.
La guerra culminó con la firma del Tratado Larrea-Gual o Tratado de Guayaquil, por el cual ambos países acordaron solucionar el conflicto limítrofe diplomáticamente; sin embargo, tras la disolución de la Gran Colombia, el Perú desconocería el Tratado, derivando en el conflicto limítrofe entre el Perú y Colombia y el conflicto limítrofe entre el Perú y Ecuador.

## Antecedentes

### El fracaso de la Federación de los Andes y la crisis interna de la Gran Colombia
Después de poner fin al dominio español en el Perú, el Libertador Simón Bolívar se enfocó en unir a las Repúblicas Andinas en una gran Federación, pero su acción fue considerada inaceptable en Chile y Buenos Aires, donde despertó amargos celos.
Ante la imposibilidad de llevar a cabo su proyecto, Bolívar decidió regresar a la Gran Colombia en 1826 para atender el desorden interno de aquel país, pues habían estallado varias rebeliones en contra de su autoridad en los distritos del Norte y del Centro.

### El nacionalismo peruano
Después de que Bolívar abandonara el Perú, se alzó en este país un sentimiento nacionalista, contrario al Libertador y a la Gran Colombia. Dentro de las principales causas se encuentran las siguientes:
- La larga presencia de Bolívar en el Perú.
- La prepotencia de sus lugartenientes.
- El alto costo del mantenimiento privilegiado de sus tropas.
- La criticada Constitución Vitalicia de 1826.[11]

### El conflicto limítrofe entre el Perú y la Gran Colombia

Localización del territorio en disputa.

Existían también desacuerdos respecto a las cuestiones fronterizas entre ambos países. La Gran Colombia reclamaba los territorios de Tumbes, Jaén de Bracamoros (actualmente en Cajamarca) y Maynas (entendiéndose por Maynas el territorio conformado por los actuales departamentos peruanos de Loreto y Amazonas), pertenecientes al Perú de acuerdo al principio de la libre determinación de los pueblos y al uti possidetis de 1810, fórmula jurídica que implicaba tomar como punto de partida el territorio tradicionalmente ocupado por cada país al año 1810. En el caso específico de Maynas, así lo reconocería el antiguo Secretario de Relaciones Exteriores de la Gran Colombia, Estanislao Vergara, en una carta que envió entre 1841 y 1842 a Rufino Cuervo, Encargado de Negocios de Nueva Granada en Ecuador:

[...] se lo disputamos a los peruanos en tiempo de [la Gran] Colombia, prevaliéndonos de su ignorancia de lo que había pasado desde el año 1802 en adelante; mas no porque directamente se tuviera algún derecho a ese territorio [...] perteneció al Virreinato de Nueva Granada hasta el año de 1802; pero entonces, por Cédula de 15 de julio, se segregó de él y se agregó al del Perú [...]. Así es que si el gobierno del Ecuador quiere llevar la gestión adelante por el Uti Possidetis de los virreinatos, su causa es perdida.

### La deuda del Perú con la Gran Colombia y la cuestión de los reemplazos
Había además otros asuntos entre ambos países, no menos importantes. La Gran Colombia reclamaba al Perú el pago de la deuda de los gastos incurridos durante la guerra de emancipación en suelo peruano.
Otro asunto muy espinoso era el de los "reemplazos", es decir, la sustitución en tropas peruanas que debía hacer el Perú a las tropas grancolombianas por las bajas sufridas por estas durante la guerra independentista peruana, a pesar de que ya había finalizado dicha guerra.

### El Perú solicita la alianza de Chile para declarar la guerra a la Gran Colombia
Desde 1827 el gobierno chileno había promovido negociaciones con el gobierno peruano para celebrar un Tratado de Amistad y Comercio entre ambas naciones. Dichas negociaciones fueron infructuosas porque el Perú:
- Se negaba a suprimir o rebajar los derechos de importación del trigo chileno en sus aduanas, a pesar de que Chile haría lo mismo con los artículos de procedencia peruana.
- Solicitaba insistentemente la alianza de Chile para declarar la guerra a la Gran Colombia, a lo que el gobierno chileno se negaba.

El 16 de enero de 1828, el Ministro de Relaciones Exteriores del Perú dirigió una carta a don Pedro Trujillos, Ministro Plenipotenciario de Chile, insistiendo en la exigencia de alianza:

El infrascrito Ministro de Relaciones Exteriores del Perú, tiene el honor de dirigirse al señor Ministro Plenipotenciario de la República de Chile, con el objeto de exigirle exprese si está facultado por su Gobierno para entrar en alianza ofensiva y defensiva contra todo enemigo del Perú, o si únicamente contra el común, por el que se entiende la España.

El Ministro chileno contestó en los siguientes términos:

Después que el señor Ministro de Relaciones Exteriores del Perú ha examinado los poderes que el infrascrito ha tenido el honor de presentarle, se hace incomprensible la extraordinaria pregunta que contiene la nota del señor Ministro, datada el 16 del corriente.

La nueva negativa del gobierno chileno a la pretensión peruana de ligarse al Perú en una guerra contra la Gran Colombia resultó, una vez más, en el fracaso del Tratado de Amistad y Comercio entre Chile y el Perú.

### La expulsión del cónsul grancolombiano Armero y la intervención peruana en Bolivia
Las tensiones entre el Perú y la Gran Colombia se vieron alimentadas por la prensa de Lima y Bogotá, que, haciendo uso de un lenguaje agresivo, estimularon la discordia entre ambos países. Se llegó a la expulsión del cónsul grancolombiano Cristóbal Armero el 26 de junio de 1827, acusado por el Perú de intervenir en asuntos políticos internos, y se organizaron actos indignantes contra Bolívar y el Mariscal Antonio José de Sucre. Este hecho, sumado a la acción del General Agustín Gamarra que precipitó la salida de Sucre y los grancolombianos de Bolivia, trajeron la ira de Bolívar, quien era consciente de las distintas maniobras que tenían como propósito desestabilizar su autoridad. Todo esto condujo a que, en Bogotá, el gobierno grancolombiano no quisiera recibir al diplomático peruano José Villa, a quien se le extendieron sus pasaportes y se le envió de vuelta al Perú.

### El ultimátum de la Gran Colombia al Perú

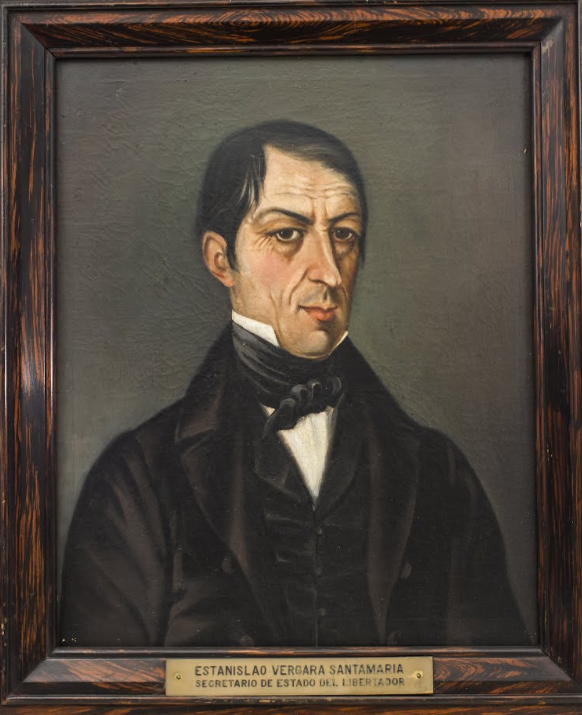
Retrato de Estanislao Vergara Sanz de Santamaria, Ministro de Relaciones Exteriores de Simón Bolívar.

El 3 de marzo de 1828, mientras continuaba el minucioso y apasionado cambio de misivas, vino lo que el Perú consideraría una amenaza del canciller grancolombiano Estanislao Vergara, quien expresó que su país se consideraría hostilizado y en estado de acudir a la suerte de las armas si dentro de seis meses el gobierno peruano no entregaba Jaén y la parte de Maynas que ocupaba, si no pagaba 3 595 747 pesos como deuda por la guerra de emancipación, si no reducía el número de las tropas en la frontera, si no volvía a recibir al cónsul grancolombiano Armero y si no declaraba que estaba listo a enviar los reemplazos de los grancolombianos muertos en combate durante la guerra independentista peruana. El diplomático peruano Villa publicó una memoria para defender a su gobierno y el canciller grancolombiano lo refutó con una contramemoria.

### El preludio de la guerra
El 17 de mayo de 1828, el Congreso de la República del Perú autorizó al presidente José de La Mar para poner tropas en pie de guerra.

## Inicio
El 20 de mayo de 1828 el gobierno del Perú le declaró la guerra al de la Gran Colombia. En respuesta, el 3 de julio Bolívar exclamó la siguiente proclama, dirigida a los ciudadanos y soldados de su país:

La perfidia del gobierno del Perú ha pasado todos los límites y ha hollado todos los derechos de sus vecinos de Bolivia y de [la Gran] Colombia. Después de mil ultrajes, sufridos con paciencia heroica, nos hemos visto al fin obligados a repeler la injusticia con la fuerza. [...] Armaos [gran]colombianos del Sur. Volad a las fronteras del Perú y esperad allí la hora de la vindicta. Mi presencia entre vosotros será la señal del combate.

El 15 de julio el gobierno de la Gran Colombia le declaró la guerra al del Perú, expresando que:

El Gobierno de [la Gran] Colombia emprende contra su voluntad esta guerra: no quiere una victoria bañada en la sangre americana: evitará el combate mientras le fuere posible; y estará siempre dispuesto a oír preposiciones de paz conciliables con el honor y decoro de la Nación que preside.

La Mar y el vicepresidente peruano Manuel Salazar y Baquíjano respondieron con sus propias proclamas belicosas.

### Fuerzas en guerra
El Ejército peruano alcanzaba los 7.500 efectivos y estaba a órdenes de Gamarra, a quien La Mar había designado como comandante en jefe, reservándose para sí mismo el cargo de director de la guerra y de las operaciones. Contaba con la siguiente organización:
| Primera división (al mando del General Plaza)          | Batallón 1° "Ayacucho"                                                        |
| Primera división (al mando del General Plaza)          | Batallón N°3                                                                  |
| Segunda división (al mando del General Cerdeña)        | Batallón "Pichincha"                                                          |
| Segunda división (al mando del General Cerdeña)        | Batallón "Zepita"                                                             |
| Tercera división (al mando del Coronel José Prieto)    | Batallón 2° "Ayacucho"                                                        |
| Tercera división (al mando del Coronel José Prieto)    | Batallón 3° "Callao"                                                          |
| Columna independiente (al mando del Coronel Benavides) | Batallón 1° "Callao"                                                          |
| Columna independiente (al mando del Coronel Benavides) | Compañías de cazadores del 2° "Ayacucho", 2° "Callao", "Pichincha" y "Zepita" |
| División de caballería (al mando del General Necochea) | Regimiento "Húsares de Junín"                                                 |
| División de caballería (al mando del General Necochea) | Regimiento "Dragones de Arequipa"                                             |
| División de caballería (al mando del General Necochea) | Regimiento "Lanceros del Callao"                                              |

Sumado a lo anterior, el Ejército peruano contaba con 4 piezas de artillería y tenía parque abundante para 2 años de operaciones.
El Ejército peruano tenía una moral muy alta por haber conseguido la expulsión de las tropas grancolombianas de Bolivia.
Las tropas grancolombianas estaban estaban a órdenes del General Juan José Flores y bajo la dirección de Sucre. Contaban con la siguiente organización:
| Primera división (al mando del General Urdaneta) | Batallón "Rifles"                  |
| Primera división (al mando del General Urdaneta) | Batallón "Yaguachi"                |
| Primera división (al mando del General Urdaneta) | Batallón "Caracas"                 |
| Primera división (al mando del General Urdaneta) | Escuadrón "Cedeño"                 |
| Primera división (al mando del General Urdaneta) | Escuadrón 4° de "Húsares"          |
| Segunda división (al mando del General Sandes)   | Batallón "Cauca"                   |
| Segunda división (al mando del General Sandes)   | Batallón "Pichincha"               |
| Segunda división (al mando del General Sandes)   | Batallón "Quito"                   |
| Caballería                                       | Escuadrón "Dragones del Istmo"     |
| Caballería                                       | Escuadrón "Granaderos de Colombia" |
| Caballería                                       | Escuadrón 3° de "Húsares"          |
| Caballería                                       | Escuadrón 2° de "Húsares"          |

Adicionalmente, Bolívar había organizado y creado algunas unidades para apoyar a Sucre en la defensa del departamento grancolombiano del Azuay. Las tropas, formadas en la Nueva Granada, recibieron el nombre de Reserva y debían cruzar Pasto y Quito para llegar a la frontera con el Perú. Ya en Pasto, Bolívar fue detenido por el General grancolombiano José María Obando, por lo que no pudo llevar a cabo su plan.
En la Gran Colombia la guerra con el Perú tuvo una gran impopularidad desde el inicio.

## Campaña naval

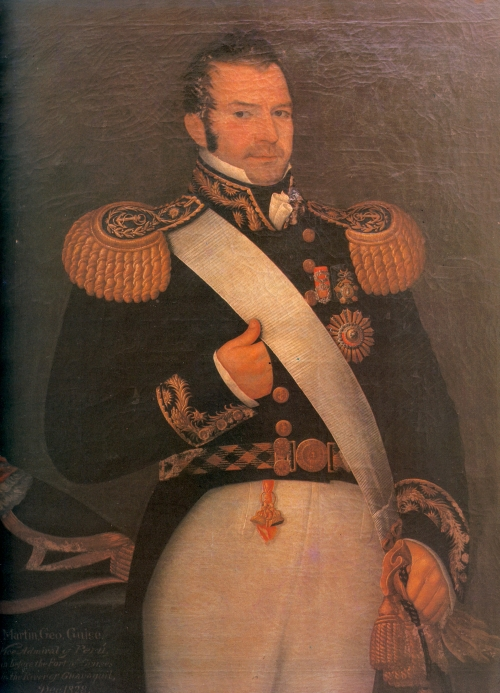
Vicealmirante Martín Guise, comandante de la armada peruana.

La escuadra peruana al mando del Vicealmirante Martín Guise inició la campaña marítima dominando el mar, su flota compuesta por dos fragatas, una corbeta, un bergantín y dos goletas a las que se sumaban además ocho lanchas cañoneras resultó victoriosa en el combate de Malpelo el 31 de agosto y el Combate de Cruces el 22 de noviembre del mismo año para luego atacar el puerto artillado de Guayaquil, defendido por dos goletas, varias lanchas cañoneras y las baterías de tierra, el ingreso al puerto había sido cerrado por una línea de cadenas.
El 1° de septiembre fueron capturado varios oficiales y hombres de tropa en Naranjal y el 11 del mismo mes Guise dio parte, desde Punta Arena, de que había ordenado otra corta incursión sobre Balao con resultados similares. 
El 22 de noviembre ocurrió el combate naval de Cruces, la flota peruana cañoneó las defensas grancolombianas, silenciando las baterías y destrozando las lanchas. Finalizado el combate a las 9 de la noche, Guise ordenó el retiro de la flota peruana a su fondeadero en Cruces pues la rendición de Guayaquil era solo cuestión de tiempo. Pero por desgracia para los peruanos la fragata Presidente donde se encontraba Guisse encalló en uno de los bajos de la ría, permaneciendo en esa situación durante diez horas esperando que la corriente la pusiera a flote, sin embargo este lapso de tiempo no fue desaprovechado por los defensores de tierra que montaron un cañón en el puerto y dispararon contra la fragata que, por su posición, no podía contestar el fuego, cuando la corriente subió y la nave peruana se retiraba a su fondeadero uno de los últimos disparos hirió mortalmente a Guisse, su muerte fue muy sentida en la flota peruana ante esta inesperada situación asumió temporalmente el mando de la escuadra, el segundo jefe José Boterín, quien llevó adelante el ataque y apagó completamente los fuegos de tierra.
Una vez eliminadas las defensas costeras de Guayaquil el bloqueo continuó. La situación de la plaza fue empeorando día tras día por el riguroso bloqueo peruano, que sumado a las amenazas de bombardeo que difícilmente podrían ser repelidos, obligaron al oficial inglés al servicio de la Gran Colombia Juan Illingworth, luego de una autorización por un acta popular, a iniciar negociaciones para la capitulación de la plaza la misma que se firmó a bordo de la goleta Arequipeña el 19 de enero de 1829. Con la ocupación de la ciudad la guarnición grancolombiana se retiró a Daule para unirse con el ejército de Sucre.
Las tropas peruanas ocuparon Guayaquil el 1 de febrero de 1829 al mando del capitán Casimiro Negrón. Fue sustituido como  Comandante General de la plaza el 16 de febrero por el coronel José Prieto y Pimentel, guayaquileño de nacimiento, al servicio del Perú.
Illingworth, que evacuó Guayaquil con 800 hombres a Daule, pronto vio disminuir sus efectivos producto de las enfermedades y la deserción. El 23 de febrero el coronel José Prieto envío contra él algunas tropas que precipitaron su ruina, haciéndole abandonar Daule y retirarse al interior.
En los días siguientes el nuevo jefe la escuadra peruana Hipólito Bouchard despachó a Panamá dos barcos, la goleta Arequipeña y el bergantín Congreso al mando del teniente primero José Boterín con la finalidad de capturar a la goleta de guerra grancolombiana Tipuani. En el viaje fue apresada la goleta Francisca y enviada a Guayaquil. El 7 de abril de 1829 los buques peruanos arribaron a Panamá, donde sin encontrar resistencia capturaron a la goleta John Cato que arribó presa al Callao el 7 de julio del mismo año. La Tipuani sin embargo no fue encontrada.
El 18 de mayo, se produjo un incendio a bordo de la fragata Presidente mientras estaba anclada en el Guayas, delante de Guayaquil. Todos los esfuerzos que se hicieron para dominar el fuego fueron inutiles, el que solo concluyó cuando llegó a la santabárbara produciendo una estrepitosa explosión, a cuyo efecto los restos se hundieron. Hipólito Bouchard y su segundo fueron sentenciados por su responsabilidad en consejo de guerra. Fue fue la única perdida material de la escuadra peruana durante la guerra.

## Campaña terrestre

### El avance peruano

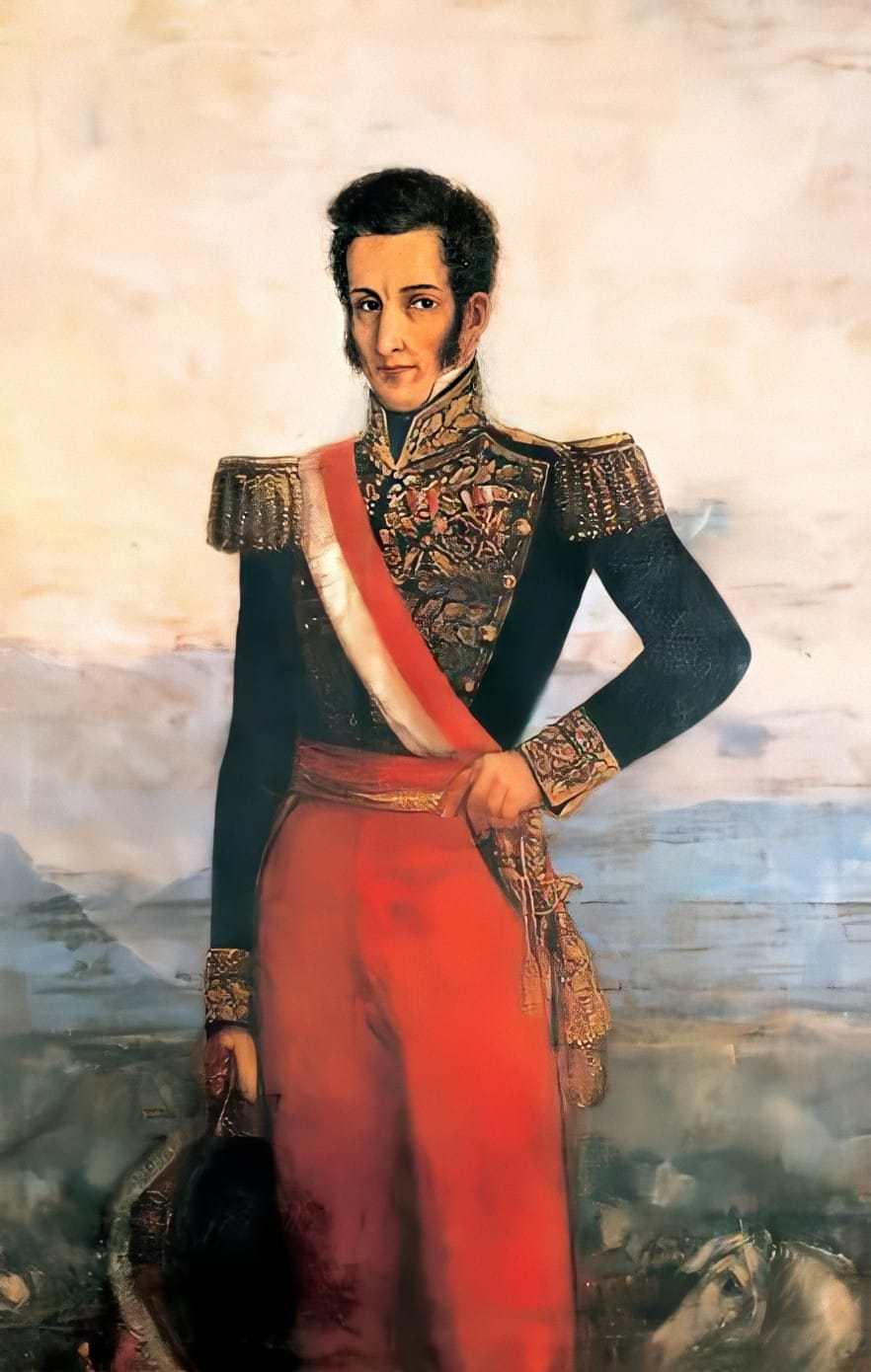
El Mariscal José de La Mar, presidente del Perú (1827-1829).

La Mar avanzó sobre territorio grancolombiano a partir del 28 de noviembre de 1828. Trasladó su cuartel a Loja el 19 de diciembre, donde ordenó al coronel Pedro Raulet que avanzara sobre territorio enemigo, al frente de dos compañías de infantería y un escuadrón de caballería. Raulet ocupó el pueblo de Saraguro el 23 de diciembre y con refuerzos que trajo el coronel Juan Francisco de Vidal, avanzó más al norte, hasta Oña el 2 de enero de 1829. En todos esos lugares, los peruanos fueron recibidos con muestras de júbilo por parte de los lugareños. Era evidente que La Mar contaba con partidarios en esa región.
El 13 de enero de 1829 La Mar volvió a destacar al coronel Raulet con una avanzada hacia el norte. El 25 de enero, se le unieron a La Mar en Loja las fuerzas traídas por el general Gamarra. El objetivo fundamental de La Mar era la ocupación de Cuenca, que era su lugar de nacimiento, con lo que al parecer se proponía acabar con el cuestionamiento a su nacionalidad (sus enemigos políticos en el Perú lo consideraban “extranjero”).

### Negociaciones de paz

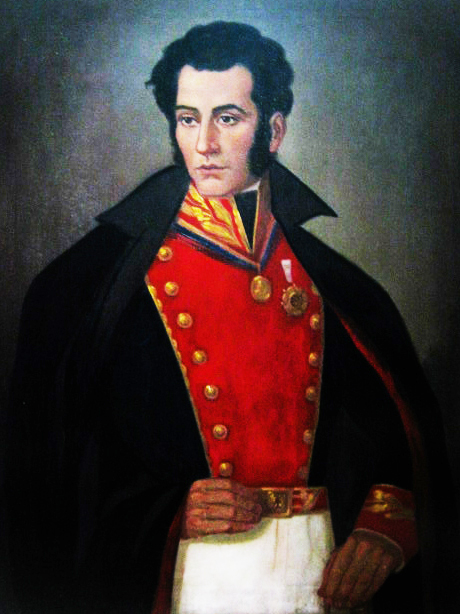
El Gran Mariscal de Ayacucho Antonio José de Sucre.

Al momento de producirse la invasión peruana del sur de la Gran Colombia, Sucre se hallaba en Nabón. El mariscal, cumpliendo las instrucciones de Bolívar, invitó a La Mar a negociar la paz. El presidente peruano aceptó la propuesta, mediante nota enviada el 6 de febrero de 1829. Las bases para la negociación, redactadas por el general Daniel Florencio O'Leary, fueron consideradas inaceptables por La Mar, quien propuso condiciones, como por ejemplo, la repatriación de los soldados peruanos que habían sido enrolados en el Ejército grancolombiano tras la batalla de Ayacucho, y que el departamento de Guayaquil quedara en el estado que se hallaba antes de ser anexado a la Gran Colombia, es decir, en el contexto de poder decidir libremente su destino. Sucre rechazó de plano estas propuestas, fracasando así las negociaciones. Sin embargo, los grancolombianos lograron su verdadero propósito, que era ganar tiempo.

### Sorpresa de Saraguro
El 7 de febrero de 1829, el coronel Raulet emprendió la marcha hacia Cuenca tomando el camino de Jirón, desbordando la derecha de las tropas de Sucre. El día 10 de febrero, Raulet ocupó la ciudad de Cuenca derrotando a la guarnición de 400 hombres que la defendía al mando del coronel Vicente González cuando consumió la munición existente. Unos 1.200 fusiles, parque, pertrechos y otros que fueron inutilizados, constituyeron el botín de esta expedición. Luego se retiró hasta el pueblo de Sayausi para unirse nuevamente al resto del ejército el 18 de febrero.
Los días 11 y 12 de febrero los delegados de los dos ejércitos se reunieron en el puente del río Saraguro para exponer las respectivas propuestas para dilucidar el problema, pero fueron en vano: la disimilitud de criterios hizo que no se lograse ningún acuerdo.
Luego que se interrumpieron las negociaciones, La Mar, al frente del grueso de su ejército, inició un movimiento en gran escala sobre Cuenca, pero cometió el error de dejar en Saraguro el parque de artillería, es decir, el material bélico y los abastecimientos, bajo el cuidado de una reducida retaguardia. Sucre, actuando con su característica habilidad, en la madrugada del 13 de febrero de 1829 sorprendió a los pocos soldados peruanos que vigilaban Saraguro, apoderándose del parque bélico. El pueblo de Saraguro fue incendiado por su lugarteniente Luis Urdaneta, como represalia por haber mostrado simpatías hacia los peruanos.

### Batalla del Portete de Tarqui

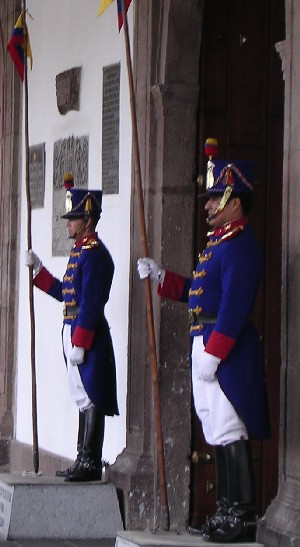
Granaderos de Tarqui, actual Guardia Presidencial del Ecuador.

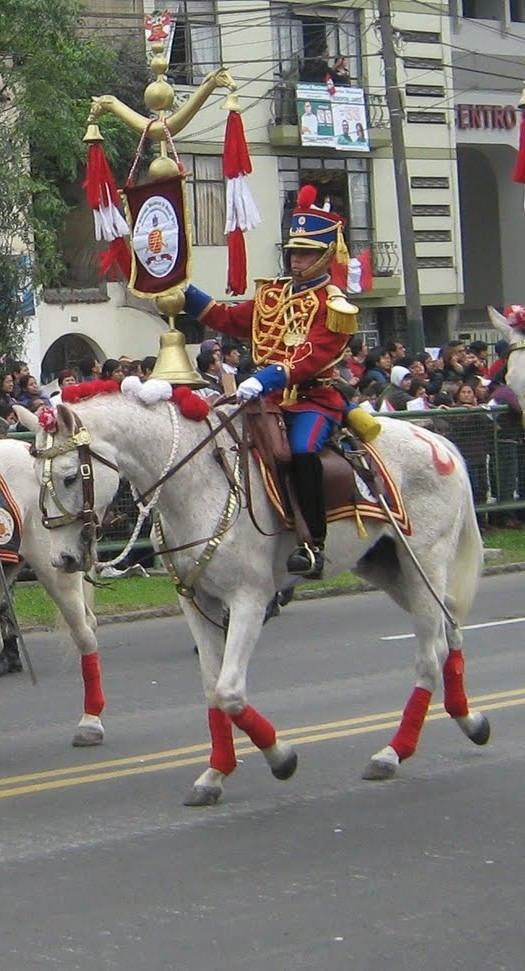
Oficial del Regimiento de Caballería peruano Húsares de Junín.

Tras la sorpresa de Saraguro, Sucre, al frente de sus tropas, en el lugar denominado Portete de Tarqui, cerca de Cuenca, el 27 de febrero de 1829, batió por completo a una división de vanguardia del Ejército peruano al mando del General José María Plaza, que estaba aislada del grueso del Ejército peruano y cuya infantería no poseía más municiones que las que cada soldado llevaba consigo.
Cuando llegó el primer grupo de las demás divisiones peruanas a las 7 de la mañana del día siguiente, las posiciones de Plaza estaban virtualmente capturadas y él y sus dos ayudantes habían sido hechos prisioneros. El resto de tropas llegó demasiado tarde y no pudo desplegarse por hallarse en un desfiladero.
Los dispersos de Plaza y las dificultades del terreno hicieron que la columna de Cazadores, al mando del teniente coronel Felipe Santiago Salaverry, quedara envuelta en fuego grancolombiano, por lo que tuvo que retirase, causando gran apretura y confusión en el Ejército peruano.
El tiroteo continuó mientras el grueso del Ejército peruano se fue reorganizando. Una carga de los Húsares de Junín al mando del General Mariano Necochea ahuyentó a los grancolombianos que venían a perseguir a los peruanos con dos compañías de cazadores y el escuadrón Cedeño, al mando del Coronel José María Camacaro.
Camacaro mandó decir al Coronel peruano Domingo Nieto, comandante del primer escuadrón de Húsares, que ahorrase la sangre de su regimientos y que ambos pelearan con sus lanzas. Nieto, montado en un caballo negro, mató a Camacaro. Al retirarse Nieto con sus Húsares, se encontró que el Ejército de Sucre ocupaba la ladera por donde debía pasar. Sucre dio orden de no disparar. Nieto, que marchaba a la cabeza de los Húsares, se quitó el sombrero, saludándole.
El Capitán peruano Mateo Morán, herido y postrado en tierra, continuó dando órdenes a su compañía hasta que rindió la vida. Sus soldados formaron una valla humana alrededor de su cuerpo para impedir que los grancolombianos se los arrebataran, la cual, poco á poco, fue sucumbiendo sobre él.
El Ejército peruano, a pesar de su ventaja numérica, sufrió una aplastante derrota, que la historiografía peruana tradicionalmente ha atribuido a rivalidades internas entre sus líderes. Casi la mitad de las tropas peruanas murieron, resultaron heridas o fueron hechas prisioneras, estando el presidente La Mar y sus hombres en la lista de prisioneros.
En Ecuador, la batalla de Tarqui ha adquirido el carácter de epopeya nacional y se ha consagrado el 27 de febrero como el Día del Ejército ecuatoriano.

#### Convenio de Girón

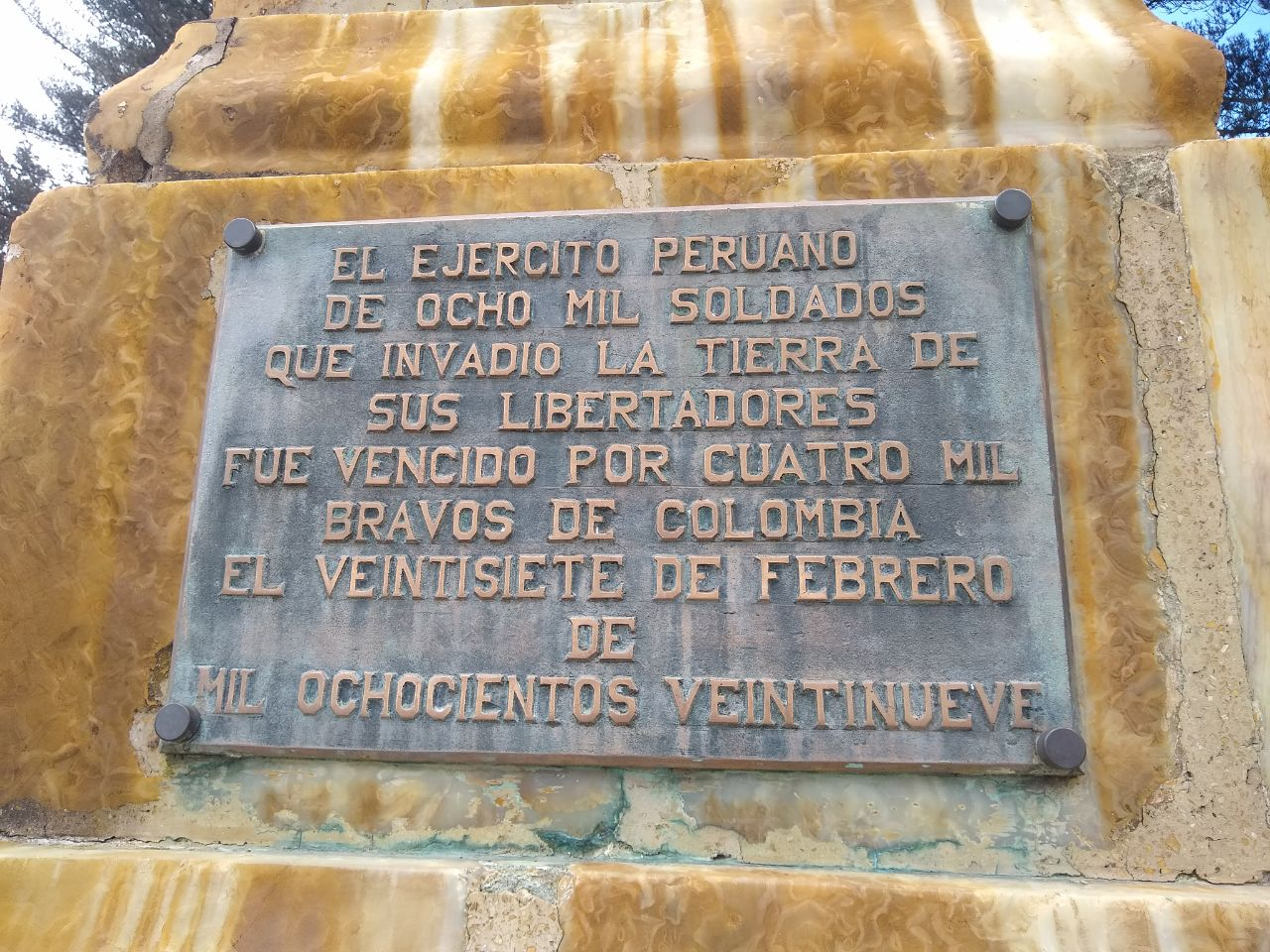
Placa en el Portete de Tarqui.

Como resultado de la batalla del Portete de Tarqui, el 27 de febrero de 1829 en el campo de Girón, se celebró el Convenio de Girón,  por el cual se acordó la desocupación del territorio de la Gran Colombia por las fuerzas peruanas, firmado por los generales Flores y O' Leary, por parte de la Gran Colombia y Gamarra y Orbegoso, por parte del Perú. El general La Mar ratificó el Convenio, pero no desocupó Guayaquil.
Sucre ordenó la construcción de una columna conmemorativa en el sitio donde ocurrió la batalla, con la siguiente inscripción:

"El Ejército peruano de ocho mil soldados que invadió la tierra de sus libertadores fue vencido por cuatro mil bravos de Colombia el veintisiete de febrero de mil ochocientos veintinueve".

Este hecho provocó la protesta de La Mar, quien envió a Sucre una carta firmada en Gonzanamá el 17 de mayo de 1829. En dicha carta, La Mar defendió la contribución peruana en las batallas de Junín y Ayacucho y sostuvo que solo había sido destruida en Tarqui la vanguardia compuesta de cerca de mil hombres, después de haber resistido vigorosamente a todo el Ejército grancolombiano; y agregó que en vano fue esperado el ataque de este en el llano más inmediato después de haber sido rechazada por los Húsares de Junín la carga del escuadrón Cedeño. Enfatizó que todo el Ejército peruano no había reunido más de cuatro mil quinientos hombres y que al mencionar su número elevándolo a ocho mil, Sucre había cometido una equivocación voluntaria. Por todo ello declaró suspendido el Convenio de Girón: «mientras [...] se dan satisfacciones capaces de indemnizar las injurias recibidas, y se destruyan los depresivos documentos, cuya existencia alejaría hasta la esperanza de la reconciliación».
Las tropas de Guayaquil, al mando del Coronel José Prieto y Pimentel, oriundo de ese puerto, y la escuadra se negaron a cumplirlo el 11 de marzo y el gobierno de Lima lo desconoció el 2 de abril. El General Necochea tomó el mando de Guayaquil a fines de ese mes.
La derrota en el Portete de Tarqui y la firma del Convenio de Girón trajeron la mayor impopularidad para la guerra con la Gran Colombia y para el gobierno de La Mar.

### Campaña del Buijo
La ocupación prolongada de Guayaquil resultó perjudicial para los intereses del Perú. A medida que escaseaban los recursos, las tensiones aumentaban y se endurecía el trato hacia los habitantes. El Comandante peruano exigió préstamos a la población con la amenaza de traer aún más destrucción a la ciudad. Muchos guayaquileños ilustres fueron encarcelados bajo sospecha de conspiración. La situación llegó a un punto en que los peruanos ya eran condenados abiertamente en las calles y el Ejército grancolombiano recibía peticiones diarias para desalojar a las tropas peruanas.
Bolívar se propuso recuperar Guayaquil en persona. Consiguió llegar a Quito en marzo de 1829 y de inmediato siguió hacia el sur, estableciendo su cuartel general en Buijo.
El 8 de ese mes se libró una acción de armas a cargo del General Juan Illingworth en el río La Bolsa y otra más de tipo guerrilla en distintos lugares.
La campaña, sin embargo, tomaría un giro imprevisto por la caída del gobierno de La Mar en Lima. En consecuencia, se negoció una suspensión de hostilidades y se firmó el Convenio de Buijo el 27 de junio de 1829.

### Razones del fracaso del Ejército peruano en la campaña terrestre
Pese a las victorias navales conseguidas, la campaña militar peruana por tierra fue un fracaso, debido a errores de estrategia cometidos por sus mandos. La historiografía peruana atribuye estos a las siguientes razones:
- Las tropas del general La Mar, cuando se encontraron en el territorio del actual Ecuador, se dispersaron en diversas poblaciones.
- La demora de Gamarra de llegar al teatro de operaciones para prestar el apoyo respectivo. Gamarra, al mando del Ejército del Sur que poco antes había librado una victoriosa campaña en Bolivia, salió de Puno en septiembre de 1828, y llegó a Loja en enero de 1829. Para algunos analistas, detrás de los reveses peruanos estuvo la mano oculta y traicionera de Gamarra, quien buscaba, no la derrota de los grancolombianos, sino la caída de La Mar, para reemplazarlo en el poder, colocando sus intereses personales por encima de los de su patria. Gamarra contaba con dos aliados: el general Antonio Gutiérrez de la Fuente, que estaba en Arequipa con un ejército y con orden de marchar a la frontera grancolombiana, pero que jamás llegó al teatro de operaciones; y el general Andrés de Santa Cruz, que se hallaba entonces como Embajador en Chile y poco después pasó a ocupar la presidencia en Bolivia.[c]
- La excesiva confianza de los oficiales peruanos en derrotar a las tropas de la Gran Colombia, dejándose entusiasmar por los iniciales triunfos, lo que explica que el mariscal Sucre lograra sorprender por retaguardia al Ejército peruano en Saraguro y derrotara a su vanguardia en el Portete de Tarqui.

## Fin de la guerra

### Golpe de Estado contra La Mar
El caos generado debilitó el ya frágil gobierno de La Mar y creó las condiciones para que Gamarra y La Fuente le dieran un golpe de Estado. La Mar, dispuesto a continuar la guerra, se retiró con sus fuerzas a Piura para reorganizar su ejército, pero fue entonces cuando un grupo de oficiales peruanos lo apresaron en Piura, en la noche del 7 de junio de 1829 y le entregaron una carta de Gamarra, mediante la cual éste le pedía su renuncia a la presidencia. La Mar se negó a hacerlo, y de inmediato fue trasladado al puerto de Paita, donde en la madrugada del 9 de junio lo embarcaron junto con el coronel Pedro Pablo Bermúdez y seis esclavos negros, en una miserable goleta llamada "Las Mercedes", con destino a Costa Rica, donde falleció tiempo después. Las razones que arguyó Gamarra para dar el golpe de Estado fueron el hecho de ser La Mar un "extranjero" en el Perú (lo cual es falso, pues La Mar era peruano tanto por voluntad propia como de acuerdo a ley) y que su elección por el Congreso había nacido de un arreglo tramado por Francisco Xavier de Luna Pizarro (lo cual es discutible).

### Firma de la paz
Gamarra asumió la presidencia provisoria del Perú y deseoso de acabar con la guerra, firmó con los grancolombianos el Armisticio de Piura, el 10 de julio de 1829, por el cual se acordó un armisticio de 60 días, que fue prorrogado al finalizar dicho plazo, además de la entrega de Guayaquil a la Gran Colombia, que se llevó a cabo el 11 de julio, y la suspensión del bloqueo peruano a la costa sur grancolombiana.
Posteriormente, se reunieron en Guayaquil los delegados peruano y grancolombiano, señores José de Larrea y Loredo y Pedro Gual, quienes suscribieron un Tratado de Paz y Amistad el 22 de septiembre de 1829, el llamado Tratado Larrea-Gual. Se puso así fin, oficialmente, a las hostilidades, estableciéndose «una paz perpetua e inviolable, y amistad constante y perfecta entre ambas naciones». Contra la creencia generalizada, no fue un Tratado limítrofe, pues solo se restringió a decir, de manera general, que ambas partes reconocían por límites de sus respectivos territorios, «los mismos que tenían antes de su independencia los antiguos Virreinatos de Nueva Granada y del Perú», aunque dejando abierta la posibilidad de hacer las variaciones que, de común acuerdo, se considerasen pertinentes, en ese sentido Perú reconocía a Guayaquil dentro del territorio de la Gran Colombia y la Gran Colombia reconocía a Tumbes, Jaén de Bracamoros y Maynas como territorios peruanos. El 16 de octubre del mismo año el Congreso peruano aprobó el Tratado y el presidente Antonio Gutiérrez de la Fuente lo ratificó el mismo día. Por su parte, Simón Bolívar, el presidente grancolombiano, lo aprobó y ratificó el mismo mes. El 27 de octubre se realizó el canje de las ratificaciones. Quedó pendiente la demarcación de la frontera común, labor que debía hacer una Comisión demarcadora bipartita que, de acuerdo a los artículos 5 y 7 del Tratado, debió comenzar los trabajos 40 días después de la ratificación. Sin embargo, la Comisión peruana no acudió por lo que, después de 64 días de espera, la Comisión grancolombiana decidió retirarse. Cabe notar que la Comisión demarcadora tenía previsto trazar la línea marcada por los ríos Tumbes, Catamayo, Macará, Huancamba y Marañón. Tras la disolución de la Gran Colombia, el Perú desconoció el Tratado, alegando que, disuelta la Gran Colombia, el Perú quedaba relevado de sus compromisos, esto derivó en conflictos limítrofes con Colombia y con Ecuador.
La deuda que el Perú aún tenía pendiente con los Estados que conformaban la Gran Colombia (Ecuador, Nueva Granada —actuales Colombia y Panamá— y Venezuela) por los gastos incurridos durante la guerra de emancipación no se terminaría de liquidar por completo sino hasta el gobierno de José Rufino Echenique (1851-1855).